# Colegas (película)
Colegas es una película dramática  española dirigida por Eloy de la Iglesia en 1982. En ella vuelve a retratar polémicos temas habituales en su filmografía como el paro, las drogas, la delincuencia, la homosexualidad o el tráfico de bebés.

## Sinopsis
Antonio (Antonio Flores) y Rosario (Rosario Flores) son dos hermanos que viven en la periferia de Madrid. Junto con José (José Luis Manzano), amigo de Antonio y novio de Rosario, los tres deben enfrentarse diariamente a la dificultad de encontrar un empleo dado su humilde origen. Siempre enredados con las drogas la situación se complica cuando José deja embarazada a Rosario, que no quiere decir nada a sus padres, ya que éstos no ven con buenos ojos la relación de pareja que mantiene con José. Juntos deciden que lo mejor es abortar y para ello le piden ayuda a Antonio. El problema es que no tienen dinero y tendrán que conseguirlo rápidamente. En este momento empiezan una serie de desventuras, y, aconsejados por un amigo, Antonio y José deciden prostituirse en una sauna. Aun así no consiguen el dinero y se ponen en contacto con un traficante de drogas, Rogelio (Enrique San Francisco), que les propone un trabajito a cambio de una suculenta suma de dinero. Inconscientes del lío en el que se meten y pensando que la tarea es fácil de llevar a cabo, José y Antonio aceptan la oferta.

## Reparto
- José Luis Manzano – José
- Antonio Flores – Antonio
- Rosario Flores – Rosario
- Enrique San Francisco  – Rogelio
- José Manuel Cervino – Esteban
- José Luis Fernández Eguia – Pirri
- Antonio B. Pineiro – Tatuado
- Queta Ariel  –  Herminia
- Francisco Casares  – Padre de Antonio
- Isabel Perales – Madre de José
- Ricardo Márquez – Sebas

## Producción
El 25 de octubre de 1982, Eloy de la Iglesia estrenaba en Madrid la película:

"Guardo un buen recuerdo del rodaje. Todos cuantos hicimos la película somos entrañables amigos, y los que no lo eran al principio acabaron siéndolo. El mundo que reflejarnos lo conocíamos todos, porque aunque no se trata de Navajeros si estamos ante un mundo marginado, como en mis películas anteriores".

Antonio Flores interpreta y coescribe junto a Miguel Botafogo la canción Lejos de aquí. 
El título de la canción daría nombre en 2017 al libro sobre cine quinqui Lejos de aquí, escrito por el especialista en el tema Eduardo Fuembuena.